# At the BLACK HOLE
『at the BLACK HOLE』（アット・ザ・ブラック・ホール）は、YOSHII LOVINSON（吉井和哉）の1枚目のアルバム。2004年2月11日発売。発売元はEMIミュージック・ジャパン。初回限定盤にはレコーディング・ドキュメント、インタビューなどが収録されたDVD付き。

## 解説
- 2003年に「YOSHII LOVINSON」としてソロ活動を開始した初のアルバム。
- ドラム以外はほぼ全ての楽器を吉井が演奏している。またそのほとんどが吉井の自宅で録音された音源である。
- この時期に「ノーパン」の元となった歌詞が作られた。

## 収録曲
| 全作詞・作曲: YOSHII LOVINSON。 |                                                     |                 |                 |      |
| #                               | タイトル                                            | 作詞            | 作曲・編曲      | 時間 |
| 1.                              | 「20 GO」                                           | YOSHII LOVINSON | YOSHII LOVINSON | 4:47 |
| 2.                              | 「TALI」                                            | YOSHII LOVINSON | YOSHII LOVINSON | 4:53 |
| 3.                              | 「CALIFORNIAN RIDER」                               | YOSHII LOVINSON | YOSHII LOVINSON | 3:53 |
| 4.                              | 「SADE JOPLIN」                                     | YOSHII LOVINSON | YOSHII LOVINSON | 5:48 |
| 5.                              | 「SIDE BY SIDE」                                    | YOSHII LOVINSON | YOSHII LOVINSON | 4:41 |
| 6.                              | 「FALLIN' FALLIN'」                                 | YOSHII LOVINSON | YOSHII LOVINSON | 3:52 |
| 7.                              | 「SPIRIT'S COMING (GET OUT I LOVE ROLLING STONES)」 | YOSHII LOVINSON | YOSHII LOVINSON | 4:13 |
| 8.                              | 「BLACK COCK'S HORSE」                              | YOSHII LOVINSON | YOSHII LOVINSON | 3:41 |
| 9.                              | 「SWEET CANDY RAIN」                                | YOSHII LOVINSON | YOSHII LOVINSON | 4:33 |
| 10.                             | 「AT THE BLACK HOLE」                               | YOSHII LOVINSON | YOSHII LOVINSON | 2:44 |
| 合計時間:                       | 合計時間:                                           | 43:05           |                 |      |

| #  | タイトル                                    | 作詞 | 作曲・編曲 |
| -- | ------------------------------------------- | ---- | ---------- |
| 1. | 「at the BLACK HOLE RECORDING DOCUMENTARY」 |      |            |

## 楽曲について
1. 20 GO
PV監督は大橋仁。シングル「SWEET CANDY RAIN」のカップリング「70 GO」とは全く別の曲。
2. TALI
1stシングル。PV監督は福士昌明
3. CALIFORNIAN RIDER
4. SADE JOPLIN
タイトルの由来は吉井曰く「シャーデーとジャニス・ジョプリンを足したような曲だから」。
5. SIDE BY SIDE
6. FALLIN' FALLIN'
2012年12月28日の日本武道館公演「YOSHII BEANS」で演奏した際に、客が案外盛り上がっていたらしく、本人も「こんな盛り上がる曲だとは」と驚いていた。
7. SPIRIT'S COMING (GET OUT I LOVE ROLLING STONES)
シングル「SWEET CANDY RAIN」のカップリング曲。
8. BLACK COCK'S HORSE
THANK YOU YOSHII KAZUYAのライブにて原曲とはちがうテンポで披露された
9. SWEET CANDY RAIN
2ndシングル。PV監督は立花英久。
10. AT THE BLACK HOLE
インスト曲。メロディはなく、断片的な電子音やノイズで構成されている。曲自体は20 GOのフレーズに似ている。

## 参加ミュージシャン
- YOSHII LOVINSON - ボーカル、ギター、ベース、パーカッション、キーボード
- ジョシュ・フリーズ（英語版） - ドラムス (#2, #3, #5-#9)
- ドン・ヘフィングトン - パーカッション (#1, #2)
- KEITA FURUHASHI - キーボード (#3)